# Scogli Dolfin
Gli scogli Dolfin (in croato Dolfin e Mali Dolfin) sono due isolotti e due rocce disabitati della Croazia, che fanno parte dell'arcipelago delle isole Quarnerine e sono situati lungo la costa nordoccidentale dell'isola di Pago e a est-sudest della punta meridionale della penisola d'Istria.
Amministrativamente appartengono alla città di Novaglia, nella regione litoraneo-montana.

## Etimologia
Il nome degli scogli proviene dal nome della nobile famiglia veneziana Dolfin.

## Geografia
Nel punto più ravvicinato, gli scogli Dolfin distano 51,2 km dall'Istria. Situati nella parte centro-orientale del Quarnarolo, distano 3,225 km da punta Figurizza (rt Figurica) sull'isola di Pago e 3,6 km dalla sua estremità settentrionale, punta Loni (rt Lun).

### Isole
- Dolfin[9], il maggiore del gruppo, è un isolotto ovale orientato in direzione nordovest-sudest, che misura 760 m[10] di lunghezza e 460 m[11] di larghezza massima; possiede una superficie di 0,26 km²[12] e ha uno sviluppo costiero pari a 2,02 km[12]. Nella parte centrale, raggiunge la sua elevazione massima di 23 m s.l.m.[6]. Sull'altura si trova un faro che proietta una luce ad intervalli di 10 secondi per una portata di 7-10 miglia marine. (44°41′30.5″N 14°41′11″E)
- Scoglio Dolfin[13] (Mali Dolfin) è invece un isolotto triangolare, orientato in direzione nordest-sudovest, situato 85 m[14] a sudest di Dolfin. Misura 173 m[15] di lunghezza e 105 m[16] di larghezza massima; la sua area è di 0,014 km²[17] e ha uno sviluppo costiero di 0,47 km[17]. La sua altezza massima è di 3,9 m s.l.m.[6] (44°41′22″N 14°41′31″E)
- Oštar è una piccola roccia posta 83 m[18] a sudest di Dolfin Piccolo. (44°41′20″N 14°41′37.3″E)
- Scoglio Masanel[19] (hrid Mažunel) è uno scoglio rotondo posto 430 m[20] a nord di Dolfin. Possiede una superficie di 0,002 km²[21].(44°41′55″N 14°41′00″E)